# الرفيعة (ساجر)
الرفيعة هي هجرة تابعة لمركز ساجر، وتقع في محافظة الدوادمي التابعة لمنطقة الرياض في السعودية، ويعتبرها البعض حيا من أحياء ساجر ويطلقون عليها (الرفيعة بساجر) نظرا لقربها من ساجر، وهجرة الرفيعة هي لفخذ ذوي صقر من قبيلة الحفاة من طلحة من روق من عتيبة، وتبعد هجرة الرفيعة عن محافظة الدوادمي بمسافة تقارب 110 كم.